# Александр (виноград)
Алекса́ндр — столовый сорт винограда раннего срока созревания.
Виноград 'Александр' выведен селекционерами М. Г. Абдеевой, Н. В. Майстренко, Л. Н. Стреляевой в Башкирском НИИ сельского хозяйства. Назван в честь погибшего на войне сына селекционера Л. Н. Стреляевой.
Сорт винограда 'Александр' включён в Государственный реестр селекционных достижений России в 1999 году по всем зонам возделывания культуры винограда.

## Характеристика сорта
Сорт ранний. Продолжительность вегетационного периода 128—164 дня. Рост кустов сильный. 
Лист большой, цельный, асимметричный, тёмно-зелёный. Опушение слабое, паутинистое.
Гроздь средняя, цилиндрическая, ветвистая, массой 135 г.
Ягода средняя, округлая, тёмно-розового цвета. Мякоть мясисто-сочная. Сок бесцветный.
Дегустационная оценка 8,5 балла. Средняя урожайность 124 ц/га, максимальная 163 ц/га. Сахаристость 15%, кислотность 1,2 г/л.

## Агротехника
Формировка куста 4-рукавная, веерная. Схема посадки 1,5×2,5 м.
Сорт обладает повышенной устойчивостью к болезням и вредителям.